# Wiland (Baumeister)

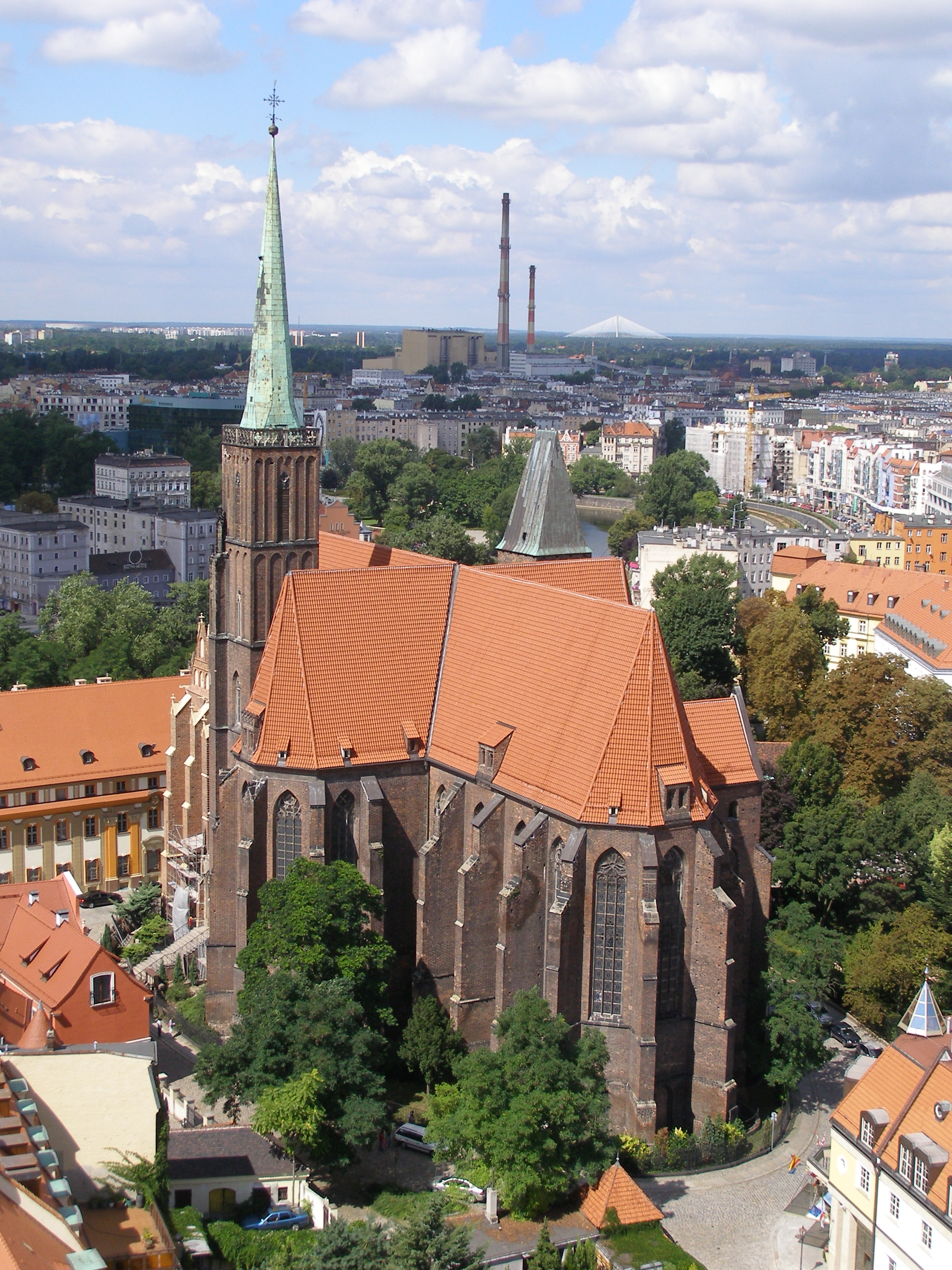
Die Kreuzkirche in Breslau: Ein Werk Meister Wilands

Meister Wiland (lateinisch Magister Lapicida Wilandus; * vermutlich Mitte des 13. Jahrhunderts; † nach 1295) war ein Baumeister der Gotik. Er war in Schlesien, vor allem im Herzogtum Breslau tätig. Im Jahre 1284 wurde er als Hofbaumeister des Breslauer Herzogs Heinrich IV. sowie Besitzer des Dorfes Kreika bei Breslau erwähnt.

## Leben und Werk
Aus schriftlichen Überlieferungen über den Hofbaumeister Wiland, sowie aus Bauten, die auf dem damaligen Breslauer Schlossareal erbaut oder durch Herzog Heinrich IV. gestiftet wurden und die erhalten sind, bzw. deren Reste ausgegraben wurden, kann geschlossen werden, welche Objekte als Schöpfung Wilands und seiner Bauhütte in Frage kommen. Der Stil seiner hochgotischen Backsteinbauten verweist auf seine mögliche Herkunft aus dem Herzogtum Österreich. Die Bauhütte erreichte ein hohes künstlerisches und bautechnisches Niveau, ihre Architektur war durch das Streben nach Monumentalität und Vertikalität geprägt.
Zu den Werken Wilands bzw. seiner Bauhütte gehört das Oktogon der Aula oder Kapelle des Schlosses auf der Breslauer Dominsel, das als Mittelbau bezeichnet und in der frühen Neuzeit abgerissen wurde und darüber hinaus ein dreigeschossiger Schlosskarner zur Heiligen Jungfrau (als Martinskirche fertiggestellt). Sein bedeutendstes Werk ist der Bau des Chores und vermutlich auch der Gesamtanlage der Stiftskirche zum Heiligen Kreuz und St. Bartholomäus (Kreuzkirche) in Breslau.
Des Weiteren wurde ein Baumeister namens Wiland im Zusammenhang mit dem Bau der Pfarrkirche St. Peter und Paul (Oberkirche; heute Kathedrale) in Liegnitz erwähnt, der einen Bauvertrag im Jahre 1333 abschloss.
Da aus einem Dokument von 1284 hervorgeht, dass der Breslauer Baumeister Wiland einen Sohn hatte, der den gleichen Namen trug und der ältere Wiland um 1333 entweder in sehr hohem Alter gewesen sein müsste oder nicht mehr lebte, liegt die Vermutung nahe, dass es sich bei dem Bau der Liegnitzer Kirche um ein Werk seines Sohnes handelt, der wahrscheinlich den gleichen Beruf wie sein Vater ausübte.